# Left Bank Books
Hi ha llibreries independents homònimes a Belfast, St. Louis i Nova York.
Left Bank Books Collective és una llibreria anarquista fundada el 1973 a Seattle. Es troba al 92 de Pike Street i fa cantonada amb el Pike Place Market. La ressenya de Lonely Planet afirma que exhibeix fanzins en castellà, pamflets revolucionaris, assaigs de Noam Chomsky i una «sospita inherent d'autoritat».
El local acull ocasionalment esdeveniments sovint inclosos entre les «15 millors activitats de la setmana» o ressenyes similars locals. També compta amb una petita editorial. El 2014, quan feia 40 anys que funcionava, va fer una campanya de recaptació de fons per micromecenatge al lloc web IndieGoGo.